# Ханна фон Бредов
Ханна фон Бредов (22 ноября 1893 года, Шёнхаузен (Эльба) — 12 июня 1971 года, Гамбург-Бергедорф) — старшая дочь Герберта Бисмарка (1846—1904) и графини Маргариты Ойос (1871—1945).

## Детство и юность
Её отец Герберт фон Бисмарк был сыном бывшего канцлера Отто фон Бисмарка, мать — внучкой английского инженера Роберта Уайтхеда.
Она получила уроки английского и французского языков в раннем возрасте и позже в совершенстве овладела обоими языками, как устными, так и письменными. Она потеряла отца, когда ей было почти 11 лет, и, как старшей дочери, ей в раннем возрасте пришлось взять на себя обязанности в семейном доме Бисмарков во Фридрихсру.

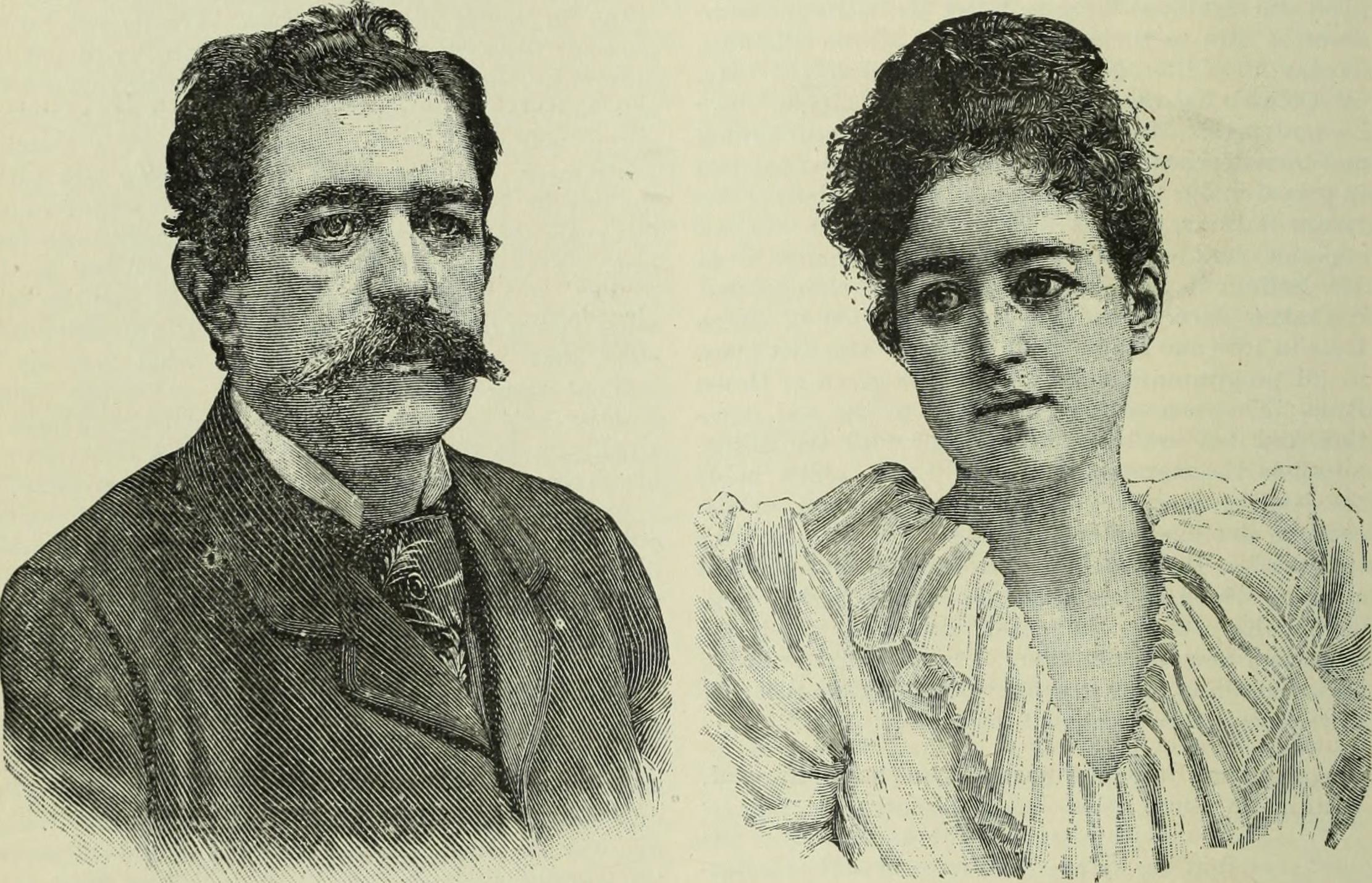
Отец — Герберт фон Бисмарк, мать — графиня Маргарита Ойос

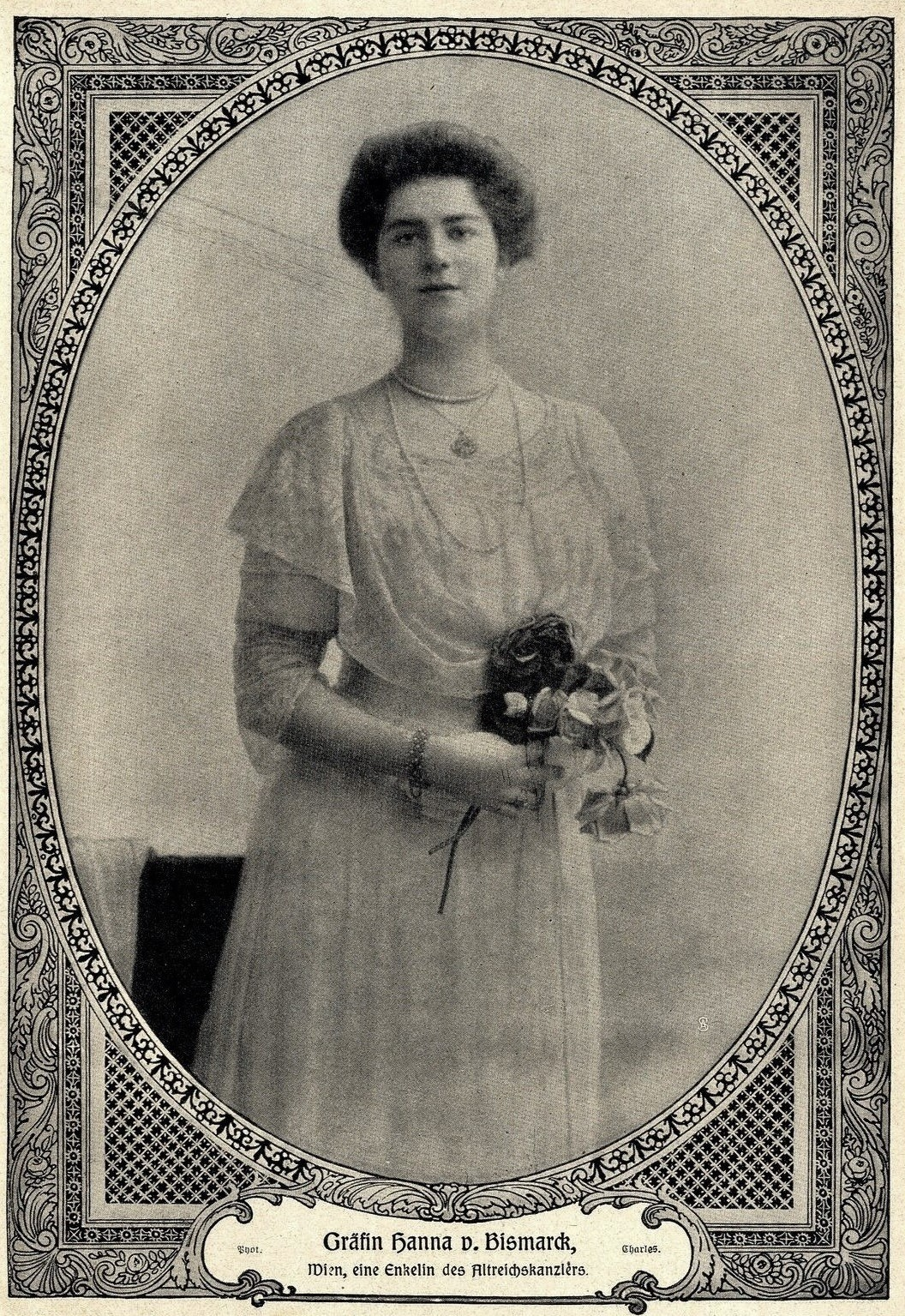
Ханна фон Бредов. 1914 год

## Замужество и семья

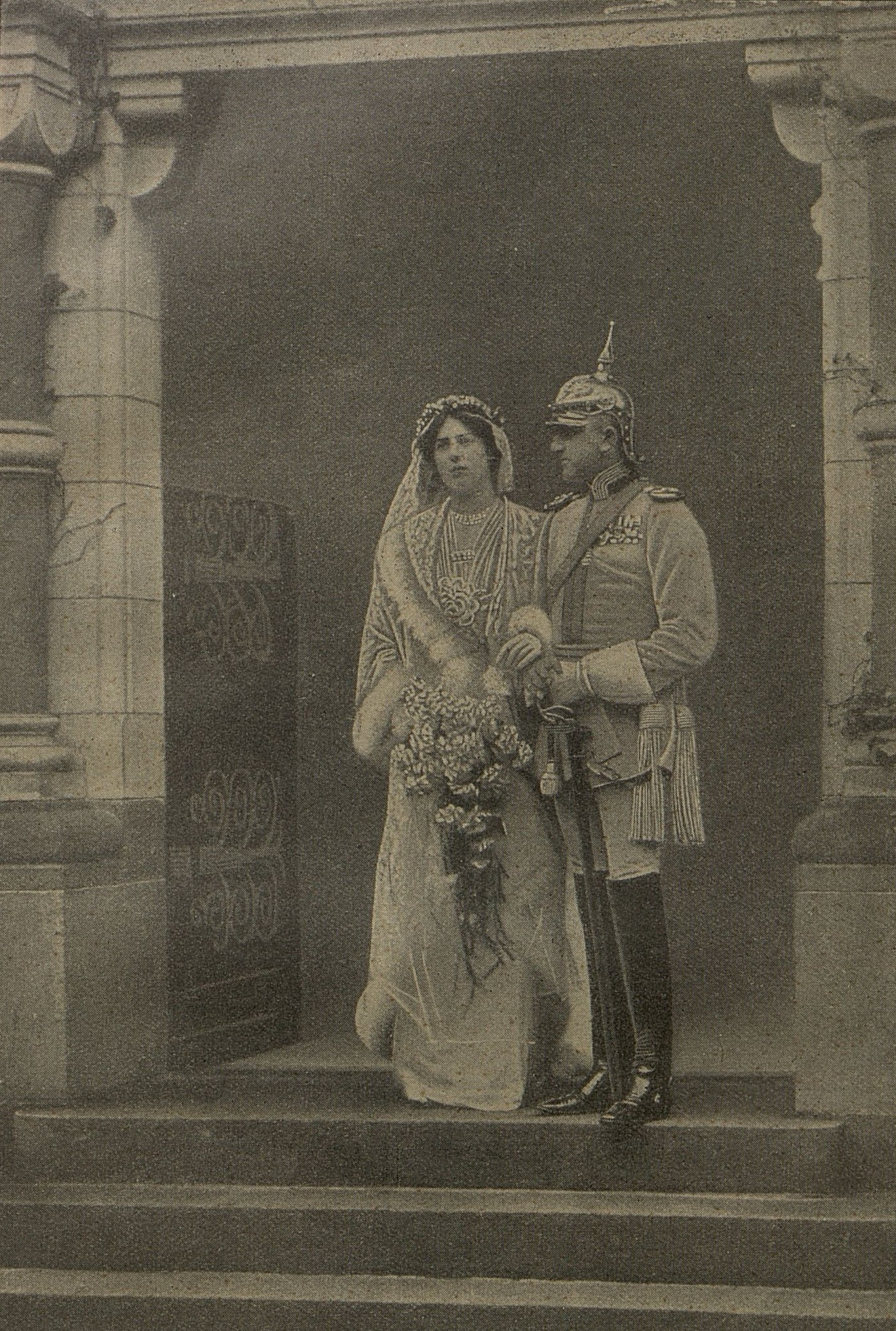
Свадьба Ханны фон Бисмарк и Леопольда фон Бредов

В марте 1914 года она встретила Леопольда Вальдемара фон Бредова (1875—1933) и вышла за него замуж в 1915 году. В 1919 году семья переехала в Потсдам.
В браке родилось 8 детей
- Маргарита (1916-?),
- Александра (1919-?),
- Диана (1920 -?),
- Вольфганг (1921-?)
- Филиппа (1923-?)
- Мария
- Герберт
- Леопольд Билл[нем.] (род. 1933).

Леопольд фон Бредов умер 1 октября 1933 года в Лозанне и был похоронен 12 октября на кладбище Хайландскирхе в Сакроу.
Несмотря на неоднократные просьбы матери и братьев, больше замуж она не вышла.

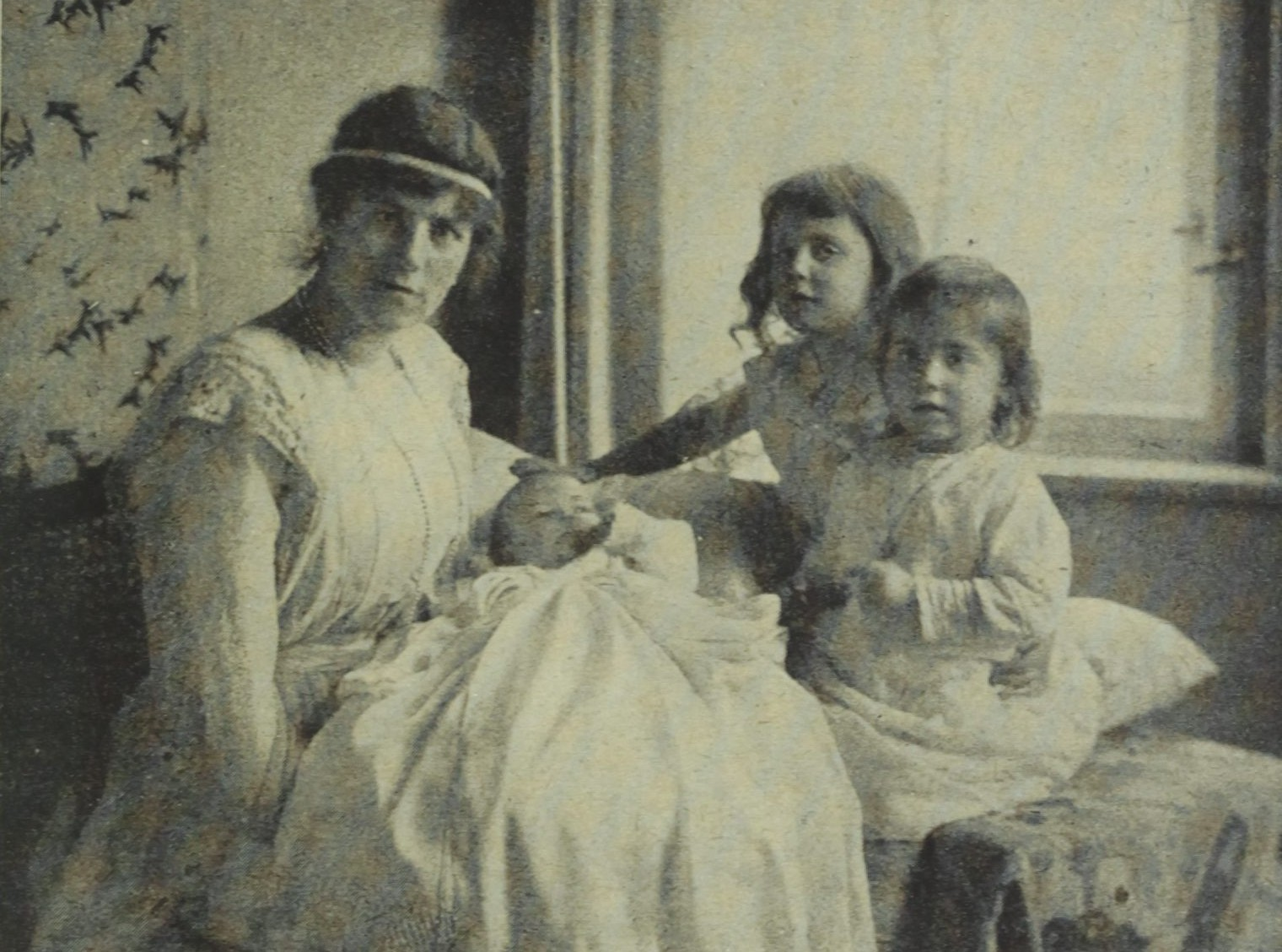
Ханна фон Бредов с дочерьми Маргаритой, Александрой и Дианой в 1921 году

## Политическая жизнь
Ханна фон Бредов продолжила интенсивную жизнь, начатую в 1920-х годах, с деятелями немецкого общества. В Дармштадтской «Школе мудрости», философском кружке друзей, основанном её зятем Германом фон Кейзерлингом, она познакомилась, со швейцарским историком Карлом Якобом Буркхардтом и психоаналитиком Карлом Густавом Юнгом и поддерживала с ними общение. Будучи внучкой рейхсканцлера Отто фон Бисмарка, она встречалась с такими политиками, как Пауль фон Гинденбург, Генрих Брюнинг, Франц фон Папен, Курт фон Шлейхер и Константин фон Нейрат, а также с различными послами Германии и иностранных государств. Она общалась с семьей лауреата Нобелевской премии Макса Планка, особенно с его сыном Эрвином Планком, «серым кардиналом» последних канцлеров Веймарской республики. От него исторически и политически образованная и заинтересованная Ханна фон Бредов получила представление о заключительном этапе республики и развитии Третьего рейха.

## Противник нацистского режима
Ханна фон Бредов с самого начала следила за усилением НСДАП под руководством её лидера Адольфа Гитлера и в 1930 году записала в своем дневнике: «Если он станет диктатором, Германия превратится в сумасшедший дом».[6] Братья Отто Фюрст фон Бисмарк и Готфрид фон Бисмарк-Шёнхаузен находились в личном контакте с Гитлером с января 1932 года. Вместе со своими братьями она была в гостях у Германа Геринга в марте 1932 года. Она отклонила его просьбу о вступлении в НСДАП, указав, что на тот момент она явно выполнила свой «патриотический долг родить детей», имея уже семерых детей. Брат Готфрид фон Бисмарк-Шёнхаузен вступил в НСДАП 1 сентября 1932 года, Отто— 1 мая 1933 года. Ханна фон Бредов прокомментировала приход Гитлера к власти 31 января 1933 года словами: «Мир расшатался, и нам остается только ждать, пока нам будут свернуты шеи».[7][8]
Ханна фон Бредов была обеспокоена дискриминацией, начавшейся в 1933 году против её еврейских адвокатов Вальтера фон Симсона и Эрнста Вольфа, а также её банкира Пауля фон Швабаха. Несмотря на постоянные предупреждения со стороны своего ближайшего окружения, она сохраняла свои еврейские связи и дружбу до тех пор, пока те, кто пострадал, не эмигрировали или не умерли. С их помощью банкир Отто фон Мендельсон Бартольди смог избежать депортации в 1943 году.
В так называемом «Круге Зольфа» Ханна фон Бредов нашла единомышленников в своем неприятии нацистского режима. С начала нацистской эпохи Ханна Зольф, вдова дипломата Вильгельма Зольфа, принимала почти два десятка бывших и действующих дипломатов, офицеров разведки, а также мужчин и женщин, представляющих искусство, науку и культуру. Они видели себя своего рода сообществом поддержки критиков, оппонентов и преследуемых нацистским государством, островом открытой речи и человечности. Предательство кружка информатором гестапо Паулем Рекце означало конец собраний, а в начале 1944 года произошел арест и суд над членами кружка, в том числе Ханны Зольф, Элизаветы фон Тадден, Отто Кипа, графа Альбрехта фон Бернсторфа, Лаги фон Баллестрема, Рихарда Кюнцера. Только Ханна Зольф и Лаги фон Баллестрем избежали казни. Ханна фон Бредов не присутствовала на встрече 10 сентября 1943 года, на которой присутствовал Рекце, и впоследствии осудила участников.
Ханна фон Бредов была набожной христианкой-протестанткой. В 1935 году она присоединилась к Исповедующей церкви, оппозиционному движению христиан-протестантов, выступавшему против попыток привести Немецкую евангелическую церковь в соответствие с нацистским режимом. Её главным ориентиром был ученый-агроном Константин фон Дитце, её сосед по Потсдаму с 1932 по 1937 год. Будучи активным членом Общины Святого Духа, к которой принадлежала и Ханна фон Бредов, Дитце входил в братский совет «Исповедующей церкви». Летом 1937 года гестапо ненадолго арестовало его из-за церковной деятельности. После неудавшегося покушения 20 июля 1944 года Дитце отбыл более длительный срок тюремного заключения с сентября 1944 года до конца апреля 1945 года.
Ханна фон Бредов не была ни участницей, ни соучастницей покушения на Гитлера. Соучастницей планов государственного переворота была её 21-летняя дочь Филиппа, которая с 1943 года дружила с заговорщиком Вернером фон Хафтеном. Близкое доверенное лицо Ханны фон Бредов Сидни Джессен входил в расширенный круг сопротивления на флоте, а её брат Готфрид фон Бисмарк-Шёнхаузен также был больше, чем просто сообщником. Брат и доверенное лицо были арестованы в конце июля 1944 года, дочь месяцем позже по подозрению в заговоре, и оставались в тюрьме от шести до восьми месяцев. Ханна фон Бредов избежала ареста благодаря пребыванию в Швейцарии и серьёзной болезни после возвращения. С середины ноября 1944 года она подвергалась 14-дневному допросу на больничной койке представителем гестапо из «Особой комиссии 20 июля».

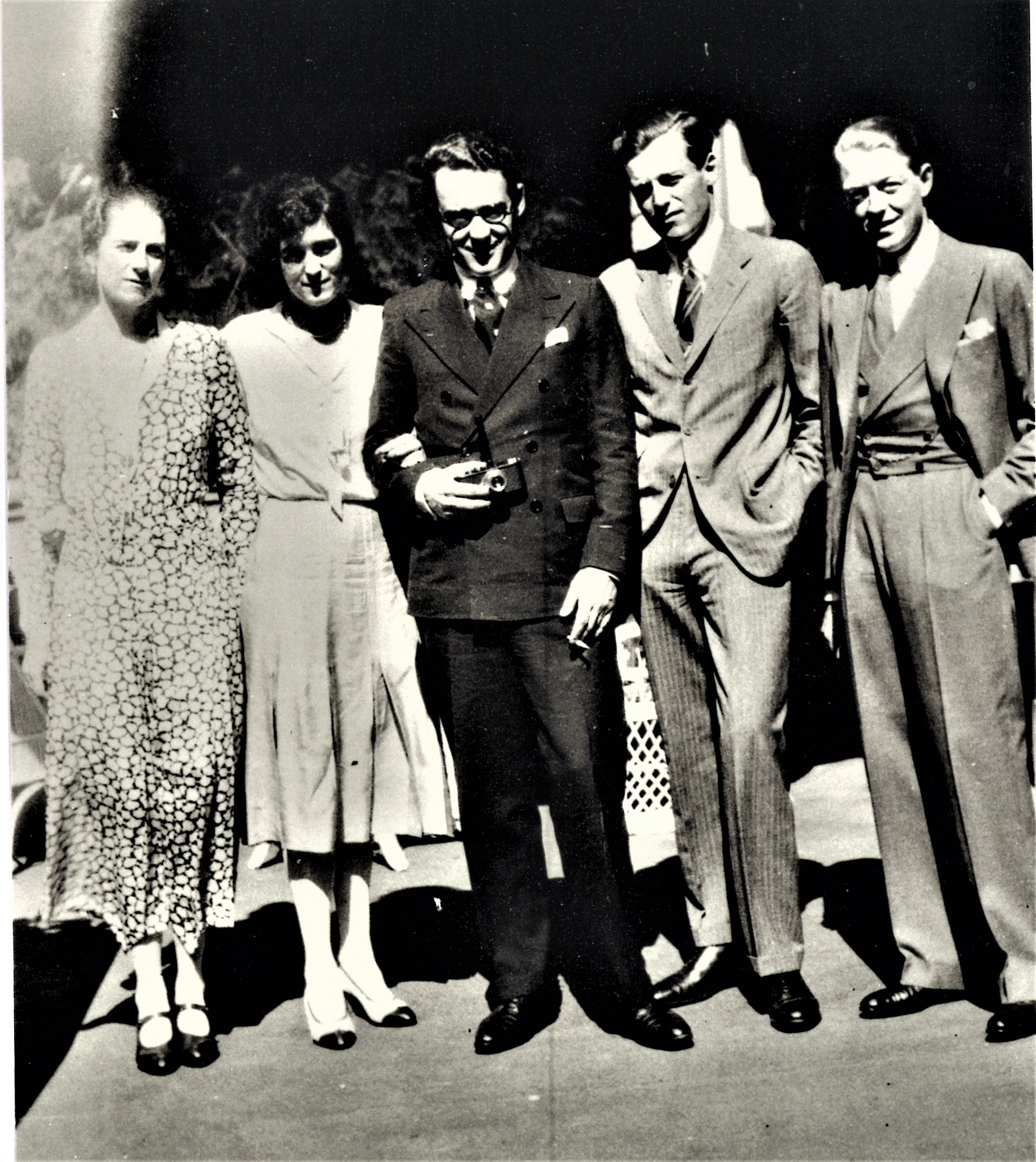
Мария Гедела, Ханна фон Бредов, Отто, Готфрид и Альбрехт в 1941 году

## Преследование
Ханна фон Бредов стала объектом преследования гестапо ещё осенью 1933 года. Несколько её писем были перехвачены, последовали отдельные допросы, а в начале 1938 года у неё был конфискован паспорт. На одном из допросов Вильгельм фон Ведель, начальник полиции и гестапо в Потсдаме, процитировал отрывки с оскорблениями в адрес нацистских деятелей из писем, написанных Ханной фон Бредов и её братом Отто фон Бисмарком. Кроме того, существовал большой «список грехов»: «иностранность», «исповедующая церковь», непричастность к нацистским объединениям, воспитание детей как врагов государства, общение с «сомнительными элементами», отказ от гитлеровского салюта. Допрос «Специальной комиссии 20 июля» показал, что обвинения гестапо основывались как на собственных выводах, так и на доносах. Жалоба экс-рейхсканцлера Франца фон Папена на «опасные речи»[9] и гросс-адмирала Эриха Редера на «иностранный шпионаж»[10] были одними из самых заметных среди нескольких доносов.
В конце войны Ханна фон Бредов и её четыре маленькие дочери пережили вторжение Красной Армии в Потсдам. Плохая ситуация со снабжением также побудила её переехать в Шарлоттенбург (район Берлина) в ноябре 1945 года, а несколько месяцев спустя — в Швейцарию со своими несовершеннолетними сыновьями. Зиму она проводила в Базеле или в путешествиях, а лето — в своем шале l’Espérance в Ле-Дьяблере со своей семьей. До 1960-х годов она требовала возвращения конфискованного в США имущества, унаследованного ею от мужа. Власти США отказались признать её активное членство в «Исповедующей церкви» оппозицией нацистскому режиму.[11]
Ханна фон Бредов умерла 12 июня 1971 года в клинике Бергедорфа (район Гамбурга) после того, как упала во время посещения своего брата Отто фон Бисмарка и получила перелом позвоночника. Она была похоронена во Фридрихсру в парке Мавзолея Бисмарка рядом со своим братом Готфридом графом фон Бисмарк-Шёнхаузеном.

## Наследие
Ханна фон Бредов вела дневник с ранней юности до старости. Она также почти каждый день писала письма членам семьи, друзьям и знакомым. Письма её матери, принцессе Маргарете фон Бисмарк, хранятся в архиве Фонда Отто фон Бисмарка во Фридрихсру. Дневники и письма братьям и сестрам, друзьям и знакомым находятся во владении её сына Леопольда Билла фон Бредова.
Ханна фон Бредов начала переписку с бывшим военно-морским офицером и экономистом Сиднеем Джессеном в 1925 году и продолжала её почти непрерывно до своей смерти в 1965 году. Большая часть из примерно 2000 писем сохранилась, в отличие от ответных писем Йессена. О времени национал-социализма, особенно о приходе Гитлера к власти и событиях 20 июля 1944 года, она также написала обширные письма своему младшему брату Альбрехту графу фон Бисмарку-Шенхаузену, а также близким друзьям и Хелене Буркхардт-Шацманн, матери историка Карла Якоба Буркхардта. В своей книге «Ханна фон Бредов. Бесстрашная внучка Бисмарка, выступавшая против Гитлера», Райнер Мёкельманн проанализировал более 400 писем и дневников, в основном за период с 1930 по 1950 годы.
В поместье также хранится обширное эссе 1949 года о страхе. Здесь Ханна фон Бредов превратила репрессивный национал-социалистический период в освобождающее общее понимание и создала подход к теории тоталитаризма.

## Взгляд современников
Многие современники ощутили на себе уверенную и мужественную позицию Ханны фон Бредов во время нацистской диктатуры благодаря её общительному и открытому характеру. Характеристика иностранцев, например, характеристика бывшего главы американской разведки Аллена Даллеса, была передана из поколения в поколение: «Фрау фон Бредов, внучку Бисмарка, часто называли „единственным потомком мужского пола железного канцлера“ из-за её энергичной личности». По мнению историка Джона Уилера-Беннета она унаследовала «кровь и железо» своего деда и, в отличие от своих братьев, которые по разным причинам приветствовали национал-социализм, решительно выступила против неоязычества. Ульрих фон Хассель сравнил внуков Бисмарка друг с другом и заявил, что Ханна фон Бредов «унаследовала от деда больше», чем от своих братьев.
В 2020 году город Потсдам назвал в её честь площадь в пригороде Тельтов.